# Andrena basifusca
Andrena basifusca är en biart som beskrevs av Cockerell 1930. Andrena basifusca ingår i släktet sandbin, och familjen grävbin. Inga underarter finns listade i Catalogue of Life.